# Campeonato Mundial de Vela de 2023
El VI Campeonato Mundial de Vela se celebró en La Haya (Países Bajos) entre el 10 y el 20 de agosto de 2023 bajo la organización de la Federación Internacional de Vela (ISAF) y la Real Federación Neerlandesa de Vela.
Se compitió en las diez clases olímpicas vigentes (cuatro masculinas, cuatro femeninas y dos mixtas): Laser (masculino), Laser Radial (femenino), iQfoil (masculino y femenino), 49er (masculino), 49er FX (femenino), Formula Kite (masculino y femenino), 470 (mixto) y Nacra 17 (mixto).
Las regatas se realizaron en el puerto de Scheveningen. 

## Calendario
| ● | Regatas clasificatorias |  | Regata de las medallas |

| Agosto de 2023  | Agosto de 2023  | Vie 11 | Sáb 12 | Dom 13 | Lun 14 | Mar 15 | Mié 16 | Jue 17 | Vie 18 | Sáb 19 | Dom 20 |
| --------------- | --------------- | ------ | ------ | ------ | ------ | ------ | ------ | ------ | ------ | ------ | ------ |
| Laser           | Laser           |        |        | ●      | ●      | ●      |        | ●      | ●      |        | F      |
| Laser Radial    | Laser Radial    |        |        | ●      | ●      | ●      |        | ●      | ●      |        | F      |
| iQfoil          | iQfoil          |        |        |        |        | ●      | ●      | ●      | ●      | F      |        |
| iQfoil          | iQfoil          |        |        |        |        | ●      | ●      | ●      | ●      | F      |        |
| 49er            | 49er            | ●      | ●      | ●      |        | ●      | ●      |        | F      |        |        |
| 49er FX         | 49er FX         | ●      | ●      | ●      |        | ●      | ●      |        | F      |        |        |
| Formula Kite    | Formula Kite    |        |        |        | ●      | ●      | ●      | ●      | ●      | F      |        |
| Formula Kite    | Formula Kite    |        |        |        | ●      | ●      | ●      | ●      | ●      | F      |        |
| 470             | 470             | ●      | ●      |        | ●      | ●      | ●      | F      |        |        |        |
| Nacra 17        | Nacra 17        | ●      | ●      | ●      | ●      |        | ●      | F      |        |        |        |
| Finales por día | Finales por día | 0      | 0      | 0      | 0      | 0      | 0      | 2      | 2      | 4      | 2      |

## Medallistas

### Masculino
| Evento               | Oro                                                      | Plata                                             | Bronce                                        |
| -------------------- | -------------------------------------------------------- | ------------------------------------------------- | --------------------------------------------- |
| Laser (20.08)        | Matthew Wearn Australia 83 pts.                          | Michael Beckett Reino Unido 96 pts.               | George Gautrey Nueva Zelanda 101 pts.         |
| iQfoil (19.08)       | Luuc van Opzeeland · Países Bajos                        | Sebastian Kördel · Alemania                       | Nicolò Renna · Italia                         |
| Formula Kite (19.08) | Maximilian Maeder Singapur                               | Toni Vodišek Eslovenia                            | Axel Mazella Francia                          |
| 49er (18.08)         | Bart Lambriex · Floris van de Werken · Países Bajos · 63 | Sébastien Schneiter · Arno de Planta · Suiza · 91 | Diego Botín · Florian Trittel · España · 91,8 |

### Femenino
| Evento               | Oro                                          | Plata                                                 | Bronce                                   |
| -------------------- | -------------------------------------------- | ----------------------------------------------------- | ---------------------------------------- |
| Laser radial (20.08) | Mária Érdi · Hungría · 75 pts.               | Maud Jayet · Suiza · 79 pts.                          | Anne-Marie Rindom Dinamarca 81 pts.      |
| iQfoil (19.08)       | Shahar Tibi Israel                           | Katy Spychakov Israel                                 | Emma Wilson Reino Unido                  |
| Formula Kite (19.08) | Lauriane Nolot Francia                       | Eleanor Aldridge Reino Unido                          | Lily Young Reino Unido                   |
| 49er FX (18.08)      | Vilma Bobeck · Rebecca Netzler · Suecia · 48 | Odile van Aanholt · Annette Duetz · Países Bajos · 84 | Olivia Price Evie Haseldine Australia 88 |

### Mixto
| Evento           | Oro                                         | Plata                                          | Bronce                                    |
| ---------------- | ------------------------------------------- | ---------------------------------------------- | ----------------------------------------- |
| 470 (17.08)      | Keiju Okada Miho Yoshioka Japón 50 pts.     | Jordi Xammar · Nora Brugman · España · 86 pts. | Tetsuya Isozaki Yurie Seki Japón 91 pts.  |
| Nacra 17 (17.08) | Ruggero Tita · Caterina Banti · Italia · 31 | John Gimson Anna Burnet Reino Unido 57         | Emil Järudd · Hanna Jonsson · Suecia · 66 |

## Medallero
| Núm. | País          | Oro | Plata | Bronce | Total |
| ---- | ------------- | --- | ----- | ------ | ----- |
| 1    | Países Bajos  | 2   | 1     | 0      | 3     |
| 2    | Israel        | 1   | 1     | 0      | 2     |
| 3    | Australia     | 1   | 0     | 1      | 2     |
| 3    | Francia       | 1   | 0     | 1      | 2     |
| 3    | Italia        | 1   | 0     | 1      | 2     |
| 3    | Japón         | 1   | 0     | 1      | 2     |
| 3    | Suecia        | 1   | 0     | 1      | 2     |
| 8    | Hungría       | 1   | 0     | 0      | 1     |
| 8    | Singapur      | 1   | 0     | 0      | 1     |
| 10   | Reino Unido   | 0   | 3     | 2      | 5     |
| 11   | Suiza         | 0   | 2     | 0      | 2     |
| 12   | España        | 0   | 1     | 1      | 2     |
| 13   | Alemania      | 0   | 1     | 0      | 1     |
| 13   | Eslovenia     | 0   | 1     | 0      | 1     |
| 15   | Dinamarca     | 0   | 0     | 1      | 1     |
| 15   | Nueva Zelanda | 0   | 0     | 1      | 1     |
|      | TOTAL         | 10  | 10    | 10     | 30    |